# Мэдисон, Долли
Долли Пэйн Тодд Мэдисон (англ. Dolley Payne Todd Madison; 20 мая 1768 — 12 июля 1849) — супруга 4-го президента США Джеймса Мэдисона, первая леди США с 1809 по 1817 год.

## Биография
Долли родилась в 1768 году в Нью-Гардене, колония Северная Каролина, ныне округ Гилфорд, Северная Каролина, в семье фермера-квакера. Свои подростковые годы она провела в Филадельфии. В январе 1790 года она вышла замуж за юриста Джона Тодда; у семейной пары было двое детей — Джон Пэйн (1792—1852) и Уильям Темпл (родился и умер в 1793). Осенью 1793 её муж и младший сын скончались от жёлтой лихорадки, эпидемия которой накрыла Филадельфию.
Вторым супругом Долли стал Джеймс Мэдисон, с которым она сочеталась браком 17 сентября 1794 года. Совместных детей у них не было, однако они вместе растили Джона — сына от первого брака Долли. В 1801 году семейная чета переехала в Вашингтон. Как жена государственного секретаря (такую должность занимал её муж с 1801 по 1809 год), Долли Мэдисон выполняла роль хозяйки Белого дома во время президентства Томаса Джефферсона, который был вдовцом. Как и её отец, Долли была квакером (квакеры не воспринимают никаких религиозных обрядов), что не мешало ей терпимо относиться к американским католикам и даже помогать элитной школе для девочек в Джорджтауне, которой руководили католические монахини.
Во время войны 1812 года перед захватом Вашингтона британской армией Долли Мэдисон спасла серебро и другие драгоценности Белого дома, отправив их на хранение в банк Мэриленда. Среди спасённых ею вещей был также портрет Джорджа Вашингтона, ценные бумаги и оригинал Декларации независимости.
Долли Мэдисон умерла 12 июля 1849 года.